# 아삼주
아삼주(영어: Assam, 힌디어: असम, 아삼어: অসম)는 인도 북동부에 위치한 주로, 주도는 디스푸르이다. 아삼어가 사용되며, 아삼 홍차로 유명하다.
브라마푸트라강이 주 중앙부를 동서로 흐르고 있고, 그 남북은 산지와 구릉이다. 하천 유역에서는 쌀이, 구릉 지대에서는 차가 재배되며 인구의 약 90%가 농업에 종사한다. 차 이외에 아삼 실크라는 고급 견직물도 유명하다.

## 인구
| 연도                  | 인구       | ±%     |
| --------------------- | ---------- | ------ |
| 1901                  | 3,289,680  | —      |
| 1911                  | 3,848,617  | +17.0% |
| 1921                  | 4,636,980  | +20.5% |
| 1931                  | 5,560,371  | +19.9% |
| 1941                  | 6,694,790  | +20.4% |
| 1951                  | 8,028,856  | +19.9% |
| 1961                  | 10,837,329 | +35.0% |
| 1971                  | 14,625,152 | +35.0% |
| 1981                  | 18,041,248 | +23.4% |
| 1991                  | 22,414,322 | +24.2% |
| 2001                  | 26,655,528 | +18.9% |
| 2011                  | 31,205,576 | +17.1% |
| 출처: Census of India |            |        |

1. ↑  “Census of India Website : Office of the Registrar General & Census Commissioner, India”. 《www.censusindia.gov.in》. 2019년 8월 8일에 원본 문서에서 보존된 문서. 2020년 1월 12일에 확인함.